# Zelfportret met hoed (Amsterdam)
Zelfportret met hoed is een schilderij van Theo van Doesburg in het Stedelijk Museum in Amsterdam.

## Voorstelling
Het stelt de schilder Theo van Doesburg voor gekleed in een slappe, donkerbruine hoed en een wit hemd. Het is geschilderd op karton. Op de achterzijde bevindt zich in olieverf een aanzet voor een landschap met bomenrij met daarop in blauw krijt het Romeinse cijfer 3.

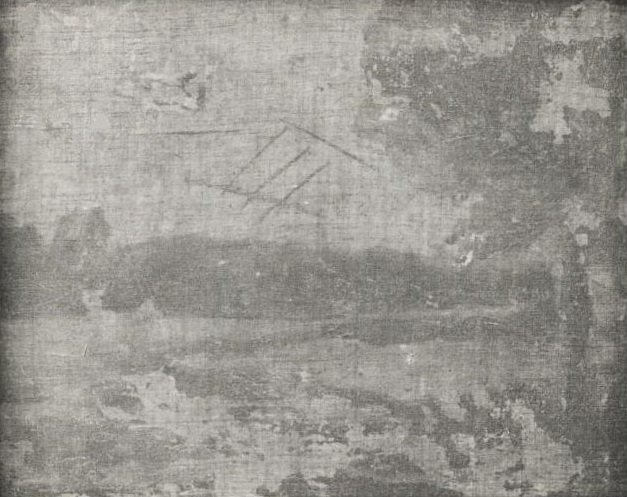
Achterzijde.

In het Centraal Museum in Utrecht bevindt zich een tekening, die nauw verwant is aan dit zelfportret. Mogelijk diende deze tekening als voorstudie.

## Restauratie
Bij de aankoop door het Stedelijk Museum in 1963 was het werk bedoekt. In 1970-1971 werd het schilderij door het museum gerestaureerd. Hierbij werd de bedoeking vervangen door een paneel waardoor het landschap op de achterkant niet meer zichtbaar is.

## Herkomst
Het werk was oorspronkelijk in het bezit van Evert Rinsema. Rinsema was vanaf 1915 bevriend met Theo van Doesburg en moet het werk direct van hem verworven hebben. Via Rinsema kwam het in het bezit van een zekere Jan Meyer of Meijer uit de Franse plaats Dieudonné. Deze verkocht het in 1963 aan het Stedelijk Museum.